# Йозеф Чапек
Йозеф Чапек (на чешки: Josef Čapek) е чешки художник-авангардист, публицист и писател. Като художник освен живопис, работи в областта на книжната илюстрация, като писател е известен със своята поезия, разкази, философски есета и художествена критика. Съавтор е на някои произведения на своя брат Карел Чапек. Думата „робот“ е измислена от Йозеф и за първи път се появява през 1920 г. в пиесата „R.U.R.“ на Карел.

## Биография
Роден е на 23 март 1887 г. в град Хронов, Австро-Унгария. Той е второ дете в семейството на Антонин и Божена Чапек, има по-голяма сестра Хелена и по-малък брат Карел. През 1890 г. семейството се мести в град Упице. Високообразованият Антонин Чапек, лекар по професия, е активен в обществения живот на града – той е председател на обществото на занаятчии, член е на градската управа и е един от създателите на градския музей. Личността на бащата оказва силно влияние върху възпитанието на децата. Интересът им към рисуването също е насърчаван от него.
В Упице Йозеф посещава началното (1892 – 1897) и средното училище (1897 – 1900), но не се справя много добре с ученето, поради което го пращат в немско училище за тъкачество в чешкия град Врхлаби. Завършва го през 1903 г. и постъпва на работа в завод в Упице. Година по-късно се мести в Прага и постъпва в Школа за приложно изкуство (Uměleckoprůmyslová škola).
През 1910 г. в Прага се запознава с бъдещата си съпруга Ярмила Поспишилова. През същата година двамата братя, Йозеф и Карел, представят тяхната съвместна драма „Фаталната игра на любовта“ (Lásky hra osudná). Скоро след това Йозеф заминава за Париж, където постъпва в художествената академия Колароси. Там се запознава с най-новите тенденции в изобразителното изкуство, сред които е и модерният кубизъм. Този стил става основен в ранното творчество на Йозеф. В Париж пристига за кратко и Карел, с когото заедно пишат първия вариант на пиесата „Разбойникът“ (Loupežník). Пиесата години по-късно съществено е преработена от Карел и е публикувана под негово име през 1920 г.
Вместо три години, Йозеф учи в Париж само една и през 1911 г. се връща в Прага. По време на Първата световна война Йозеф, следвайки своите пацифистки възгледи, не участва в нея и не отива на фронта, използвайки като причина лошото си зрение.
През 1919 г. Йозеф и Ярмила сключват брак, през 1923 г. се ражда тяхната дъщеря Алена. За нея Йозеф пише приказките с приключенията на Шаро и Писана (Povídání o pejskovi a kočičce), които се превръщат в класика на чешката детска литература.
През 1925 г. братята се заселват в пражкия район Винохради. Днес улицата, на която те са живели, носи тяхното име (ul. Bratří Čapků).
През 1930-те години Йозеф Чапек е на открита антифашистка позиция, която активно изразява чрез своите картини, рисунки и литературни есета. На 1 септември 1939 г. е арестуван от Гестапо, на 9 септември е изпратен отначало в концлагер Дахау, после в Бухенвалд. В Бухенвалд се намира в течение на две години и половина, през които е принуден да рисува родословните дървета на членовете на SS. На 26 юни 1942 г. е преместен в концлагер Заксенхаузен. Там той тайно превежда английска, испанска и норвежка поезия, пише стихове, които се разпространяват сред концлагеристите. Едно от тях е посветено на брат му Карел (Za bratrem Karlem).
През 1945 г. Йозеф Чапек умира от тиф в концлагер Берген-Белзен. Точната дата на неговата кончина не е известна. Предполага се, че това се е случило около 15 април, малко преди освобождаването на лагера. Не е известно и мястото на неговия гроб. Символичният гроб на Йозеф Чапек се намира на Вишеградското гробище в Прага, където е и гробът на Карел Чапек. Тленните останки на Йозеф Чапек не са намерени и затова през 1948 г. се провежда формална процедура по обявяването му за мъртъв. За официалната дата на неговата смърт се определя 30 април 1947 г.

## Творчество
При завръщането в Прага през 1911 г. Йозеф и Карел се включват в бурния живот на артистичните среди, където тече силно противопоставяне между различните поколения художници. Братята напускат обединението на художниците „Манес“ (Mánes) и преминават в новосъздадената с тяхно участие „Група на художници“ (Skupina výtvarných umělců). Тя се превръща в център на чешкия кубизъм. „Групата“ има свой печатен орган „Художествен ежемесечник“ (Umělecký měsíčník), Йозеф Чапек става негов редактор.
През 1912 г. обединението „Група на художници“ се разпада поради противоречия между ортодоксалните кубисти и тези, които, подобно на братята Чапек, творчески подхождат към това направление. В Чехия се развива особено съчетание на кубизъм с експресионизъм с характерните за него социална насоченост и драматизъм на темите. През 1912 г. братята се завръщат в обединението „Манес“. Йозеф продължава да работи като редактор, този път в списание „Свободни направления“ (Volné směry).
По време на събитията в Европа, предхождащи Втората световна война, Йозеф Чапек застава на открита антифашистка позиция и я проявява чрез своята живопис и публицистика. През 1937 г. издава сборник карикатури „Ботуши на диктатора“ (Diktátorské boty), като протест срещу Мюнхенското споразумение публикува във вестници серия рисунки „В сянката на фашизма“ (Ve stínu fašismu) и създава цикъл картини „Огън и желание“ (Oheň a Touha).

### Писател
Литературната си дейност Йозеф започва заедно с Карел. През 1911 г. списанието Lumír публикува тяхната пиеса „Фаталната игра на любовта“ (Lásky hra osudná), написана в стила на италианската комедия дел арте. През 1917 г. излиза първата самостоятелна книга на Йозеф Чапек – сборник разкази „Лелио“ (Lélio). През следващите години освен разкази и фейлетони Йозеф Чапек пише философски есета, художествена критика и детски приказки, занимава се с журналистическа и редакторска дейност във вестници.

### Съвместни произведения с Карел Чапек
- 1910 Lásky hra osudná (1922) – Едноактна пиеса. Написана е през 1910 г., издадена е през 1922 г.
- 1913 Almanach na rok 1914 – Алманах. Разказите „Разходка“ (Procházka), „Събитие“ (Událost) и „Воден пейзаж“ („Vodní krajina“) са сред първите образци на чешкия литературен кубизъм
- 1916 Zářivé hlubiny a jiné prosy – Сборник разкази
- 1918 Krakonošova zahrada – Сборник разкази
- 1921 Ze života hmyzu – Пиеса. Световната премиера е през 1922 г. в Бърно
- 1926 Adam stvořitel – Пиеса. Световната премиера е през 1927 г. в Прага

#### История на думата „робот“
13 години след използването на думата „робот“ в пиесата R.U.R. Карел Чапек обяснява нейната поява в своя дописка в културната колонка на вестник Lidové noviny от 24 декември 1933 г. Като повод за този спомен служи включването на думата в оксфордския речник. Историята според думите на Карел е следната:

Идеята за пиесата му идва неочаквано и докато е още прясна, той се втурва към брат си Йозеф, който в този момент рисува върху платно. Карел му споделя, че има идея за пиеса и му я разказва по най-краткия начин. През това време Йозеф продължава да рисува, реагира равнодушно и мънка, защото има четка в устата си. На думите на Карел, че не знае как да назове изкуствените работници, а не му харесва да ги нарече Laboři, Йозеф, все още с четката в устата, измънква:„Тогава наречи ги Roboti“. И продължава да рисува.
На чешки думата за работа е prace, а robota означава непосилен труд, ангария, каторга.

### Самостоятелни произведения
- 1917 Lélio – Сборник разкази
- 1920 Nejskromnější umění – Сборник есета, писани през периода 1918 – 1920. Посветени са на „скромното изкуство“ – табелите на дребните търговци, стар диван, портрет на старица и др.
- 1923 Pro delfína – Сборник разкази
- 1923 Země mnoha jmen – Пиеса
- 1923 Málo o mnohém – Фейлетон
- 1924 Umělý člověk – Илюстриран фейлетон
- 1928 Ledacos – Фейлетони
- 1929 Povídání o pejskovi a kočičce – Сборник приказки. Преведен е на български („Приключенията на Шаро и Писана“)
- 1930 Stín kapradiny – Разказ. Отличен е с държавна награда през 1931 г.
- 1932 Dobře to dopadlo aneb Tlustý pradědeček, lupiči a detektivové – Драматизация на приказката Tlustý pradědeček
- 1936 Kulhavý poutník (co jsem na světě uviděl) – Философски есета
- 1938 Umění přírodních národů – Книга за изобразителното изкуство на Африка и други континенти.
- 1946 Básně z koncentračního tábora – Стихове от концентрационния лагер, публикувани посмъртно
- 1947 Psáno do mraků (1936 – 1939) – Афоризми, публикувани посмъртно
- 1954 Povídejme si, děti – Сборник статии, написани през 1929 – 1933 за детската рубрика на вестник Lidové noviny. Публикуван посмъртно

### Художник
През 1912 г. „Групата на художници“ организира две колективни изложби. На първата Йозеф Чапек представя две свои картини, създадени през 1911 г., на втората показва пет от 1912 г. Картините от този период са под силно влияние на Пикасо и Сезан. На колективната изложбата на обединението „Манес“ през 1913 г. Йозеф Чапек участва с осем кубистични работи. През 1918 г. заедно с други художници организира изложба, на която показва 30 свои картини и литографии. През 1924 г. има персонална изложба в Рудолфинум. На нея представя 106 картини, изпълнени с маслени бои, и 116 работи в други техники (акварел, темпера, графика).
Освен живопис работи в областта на книжната графика и илюстрира произведения на много чешки писатели. Своята първа книжна корица създава през 1918 г. за книгата на Станислав Костка Нойман (Stanislav Kostka Neumann), Horký van. До 1938 г. създава около 150 книжни корици.

## Галерия
- Piják (Попивателна хартия), 1913
- Harmonikář (Акордеонист), 1913
- Chlapec s obručí (Момче с обръч), 1915
- Autoportrét (Автопортрет), 1920
- Černošský král (Черен крал), 1920
- Dvě děti (Две деца), 1923
- Krajina v dešti (Пейзаж в дъжда), 1928
- Kluci s kozou (Момчета с коза), 1928
- Letadlo (Самолет), 1929
- Zpívající děvčata (Пеещи момичета), 1936
- Hra (Игра), 1936
- Oheň  (Огън), 1939